# أولاد ابراهيم الشرقيين (بئر مزوي)
أولاد إبراهيم الشرقيين هي إحدى مشيخات المملكة المغربية، تتبع جغرافيا لإقليم خريبكة وإداريًا لبئر مزوي. يقدر عدد سكانها بـ 3545 نسمة حسب الإحصاء الرسمي للسكان والسكنى لسنة 2004.